# 第一基隆河橋
臺灣鐵路管理局第一基隆河橋是中華民國（臺灣）基隆河上的一座鐵路橋樑，屬宜蘭線鐵路，位於基隆市暖暖區暖暖車站與新北市瑞芳區四腳亭車站之間，現役的第二代橋梁於1984年在舊橋（第一代橋）原址重建。

## 沿革與設計

### 第一代橋
宜蘭線鐵路於台灣日治時期1917年動工興建，工程分別從路線的南（蘇澳）、北（八堵）兩端向中間施築，北端八堵—暖暖—四腳亭路段工程包含本橋在內，於該年11月開工，澤井組承包。1919年4月，八堵～四腳亭間竣工。，本橋於同年5月15日隨著該區間通車而啟用。
第一代第一基隆河橋通車時為單線橋梁，跨度60呎上承式鋼鈑梁6孔，橋台與橋墩建材以紅磚為主、粗石為輔，橋墩呈橢圓形。
第一代橋於中華民國時期1980年代停用拆除，目前殘存少數橋墩、基礎與橋台遺跡。

### 第二代橋（現役）
宜蘭線通車50餘年後，受1970年代末期北迴線即將全線通車營運、及東線鐵路預計於1982年由762mm軌距拓寬為1,067mm軌距等之影響，宜蘭線將從原本的支線升級為連接台灣東、西部的重要幹線，路線容量需求將大幅增加，預估原單線鐵路將不敷使用，於是，臺灣鐵路管理局自1980年代起辦理宜蘭線鐵路擴建工程，實施全線雙軌化（已完成雙線路段者除外），其中新的雙線第一基隆河橋建於舊橋原位置，採半半施工法重建，1984年完工，並在隔年（1985年）7月1日連同八堵～四腳亭區間雙軌化通車而完整啟用。
新橋為7孔19公尺上承式預力鋼筋混凝土梁橋，雙圓柱懸臂式橋墩，橋長138.72公尺，目前使用中。

#### 電氣化
宜蘭線電氣化工程自1991年7月1日開工。2000年5月2日，包含本橋在內的八堵～羅東間率先完工，5月3日正式通車，該工程包括更換每公尺50公斤鋼軌及預力混凝土枕木。

#### 水災
2001年9月17日，納莉颱風挾帶豪雨來襲，重創宜蘭線八堵～福隆路段，故此期間台北至福隆間，暫以基隆客運接駁，直到9月29日宜蘭線才恢復全線暢通。

## 橋梁週邊
- 暖暖自行車道